# Provincia de Kiên Giang
La provincia de Kien Giang (en vietnamita: Kiên Giang) fue una de las provincias que conformaban la organización territorial de la República Socialista de Vietnam. Existió desde 1976 hasta su fusión con la provincia de An Giang en 2025.

## Geografía
Kien Giang se localiza en la región de el Delta del Río Mekong (Đồng bằng sông Cửu Long). La provincia mencionada posee una extensión de territorio que abarca una superficie de 6.268,2 kilómetros cuadrados.

## Demografía
La población de esta división administrativa es de 1.655.000 personas (según las cifras del censo realizado en el año 2005). Estos datos arrojan que la densidad poblacional de esta provincia es de 264,03 habitantes por cada kilómetro cuadrado.